# أمير أباد (مرند)
أمير أباد هي قرية في مقاطعة مرند، إيران. يقدر عدد سكانها بـ 134 نسمة بحسب إحصاء 2016.